# Amalfi (Colombia)
Amalfi è un comune della Colombia facente parte del dipartimento di Antioquia.
Confina a nord con i comuni di Anorí e Segovia, ad est con Segovia, Remedios e Vegachí, a sud con Vegachí, Yalí, Yolombó e Gómez Plata, e ad ovest con Carolina del Príncipe e Anorí.

## Storia
La città colombiana di Amalfi fu fondata nel 1838 da Juan José Rojas, un sacerdote di Copacabana, assieme ad alcuni minatori provenienti da altre popolazioni presenti nel dipartimento di Antioquia. La nuova comunità diventò un comune pochi anni dopo, nel 1843.
La città fu chiamata con diversi nomi: all'inizio Riachón (dal nome del fiume principale della regione), poi Cancán, Santa Bárbara, Cueva Santa ed infine Pueblo Nuevo, prima di assumere il nome di Amalfi. Il nome fu scelto da monsignor Juan de la Cruz Gómezplata, vescovo di Santafé de Antioquia, il quale, durante i suoi viaggi in Italia, rimase affascinato dalla città costiera di Amalfi (come trascrisse nelle sue memorie).
Le strade di Amalfi furono tracciate da Segismundo de Greiff (antenato del poeta León de Greiff) e dal professor Antonio Aguilar.
Essendo sostanzialmente composta da un popolo di minatori, Amalfi restò per lungo tempo una città pacifica e tranquilla.
Amalfi rappresenta una delle località tipiche dell'Antioquia, caratterizzata da numerosi parchi naturali, dalle incisioni rupestri intagliate su grandi pareti di roccia dalle popolazioni primitive dei Tahamíes e degli Yamesíes, da una diga artificiale e dalla Tigre de Amalfi (Tigre di Amalfi), leggendario animale apparso nel 1949 e divenuto il simbolo della città.

## Geografia fisica

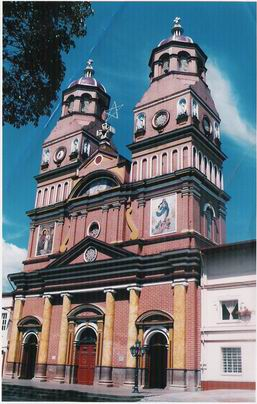
Chiesa dell'Immacolata Concezione di Amalfi

Amalfi è situata all'interno della Cordigliera delle Ande, ha un'estensione di 1.210 km² e dista 144 km da Medellín.
È un luogo ricco di bellezze naturali, sia per la flora sia per la fauna. I corsi d'acqua principali sono i fiumi Porce e Mata ed i torrenti La Cruz e La Cancana.
Il clima è tropicale, con leggere differenze a seconda dell'altitudine (quella massima raggiunge i 1.550 metri sul livello del mare), e la temperatura media è di 22 °C.

## Economia
L'economia di Amalfi, come la maggior parte dei comuni dell'Antioquia nordorientale, si basa sull'agricoltura e sulla produzione della cosiddetta panela, un dolce locale preparato a partire dalla canna da zucchero. Anche se in misura minore rispetto al resto della regione, viene coltivato anche il caffè. Altre forme di introiti economici derivano, inoltre, dall'allevamento e dallo sfruttamento delle foreste.
Amalfi è rinomata, infine, per la produzione a livello artigianale dei carrieles, borse di cuoio tipiche dell'Antioquia.

## Gastronomia
La cucina di Amalfi si basa sui piatti gastronomici dell'Antioquia, come il mondongo antioqueño o i fríjoles antioqueños, accompagnati da aguadepanela (o agua panela).

## Festività
- Epifania (6 gennaio)
- Festa della Madonna del Carmine (16 luglio)
- Fiesta de la Paz y el Progreso (Festa della Pace e del Progresso) e Anniversario del Comune (dal 15 al 18 ottobre)
- Natale Comunitario (10 - 24 dicembre)
- Festa dell'Immacolata Concezione (7 - 8 dicembre)
- Festival dell'Aquilone